# Microhyla mixtura
Espèce
Statut de conservation UICN

 LC  : Préoccupation mineure
Microhyla mixtura est une espèce d'amphibiens de la famille des Microhylidae.

## Répartition
Cette espèce est endémique de la République populaire de Chine. Elle se rencontre entre 670 et 1 594 m d'altitude de la province du Sichuan à celle d'Anhui, et du Sud du Shaanxi au Guizhou.

## Publication originale
- Liu & Hu in Hu, Zhao & Liu, 1966 : A herpetological survey of the Tsinling and Ta-Pa Shan region. Acta Zoologica Sinica, vol. 18, no 1, p. 57-92